# Хорниндалсватнет
Хорниндалсватнет (на норвежки: Hornindalsvatnet) е най-дълбокото езеро в Норвегия и Европа. Дълбоко е 514 m. Разположено е на 53 m надморска височина, тоест дъното му е на 461 m под морското равнище.
Селото Грудос се намира на източния бряг на езерото в община Волда, фюлке Мьоре ог Ромсдал. На западния му бряг е разположено селото Могренда в община Стад, фюлке Согн ог Фьоране. В близост до езерото преминава Европейски път E39.
Обемът на Хорниндалсватнет е около 12 km3, а площта му е 51 km2, което го нарежда на 19-о място по площ сред норвежките езера. Главният приток на езерото е река Ейдселва, която е ръкав на по-голямата река Нурфьорд. Тя е с ледниково захранване, поради което водите на езерото са изключително чисти.
Най-дълбоката точка на езерото е изследвана с помощта на подводно превозно средство с дистанционно управление през 2006 г. На дъното му е открита рибата Salvelinus alpinus.
Около езерото ежегодно се провежда маратон през юли месец.